# Fazlallah al-Hurufi al-Astarabadi
Fazlallah al-Hurufi al-Astarabadi o Naimi Fażlu l-Lāh Astar-Ābādī (en persa: فضلالله استرآبادی), també conegut com a Naimi Fażlullāh Tabrīzī Astarābādī Ḥurūfī, fou un filòsof i religiós iranià, fundador de la confraria sufí coneguda com a hurufisme (hurufiyya). Va néixer vers 1340 a Astarabad. Després de caure en tràngol, va escriure unes obres en persa astarabadi, en especial el Javidan-namah (Llibre etern); altres obres foren el Nawm-namah que explica els seus somnis; i el Arsh-namah (escrit en persa estàndard) que és un recull de poesia. Les revelacions que deia tenir i altres circumstàncies van fer que fos anomenat pels seus adeptes com sahib-i ta'vil (mestre de la interpretació esotèrica). Va estar a Esfahan i entre 1360 i 1365 a Sabzawar amb els sabardars, retornant a Esfahan, i més tard a Tabriz. Vers 1394/1395 fou capturat i empresonat a Alinja, prop de Nakhitxevan, i fou condemnat per heretge pels caps religiosos, sen executat per orde de Miran Shah, el fill de Tamerlà.